# 스패로우 (2008년 영화)
스패로우(Cultured Bird, The Sparrow)는 홍콩에서 제작된 두기봉 감독의 2008년 액션, 범죄 영화이다. 임달화 등이 주연으로 출연하였고 두기봉 등이 제작에 참여하였다.

## 출연

### 주연
- 임달화
- 임희뢰

### 조연
- 임가동
- 노해붕
- 임설
- 나영창
- 서자산

## 제작진
- 소품팀: 여흥화